# Zofia Uzelac
Zofia Uzelac (właśc. Zofia Kopacz-Uzelac, ur. 30 kwietnia 1950 w Łodzi) – polska aktorka i pedagog, profesor sztuk teatralnych. W latach 2002–2008 i ponownie w latach 2012-2020 dziekan Wydziału Aktorskiego Państwowej Wyższej Szkoły Filmowej, Telewizyjnej i Teatralnej w Łodzi. Członkini zespołu Teatru im. Stefana Jaracza w Łodzi.

## Biografia
Absolwentka XXI Liceum Ogólnokształcącego im. Bolesława Prusa w Łodzi. W 1973 r. ukończyła studia aktorskie w łódzkiej Filmówce. W tym samym roku uzyskała angaż w Teatrze im. Jaracza, gdzie występowała do 1975 r., po czym przeniosła się do Teatru Powszechnego w Łodzi. W 1984 ponownie została aktorką Teatru im. Jaracza. Równolegle od 1973 r. prowadziła działalność dydaktyczną na macierzystej uczelni. W dniu 25 października 2004 r. uzyskała stopień naukowy doktora habilitowanego w dziedzinie sztuk teatralnych. 4 sierpnia 2011 r. otrzymała tytuł profesora w tej samej dziedzinie.
Odznaczona Srebrnym Krzyżem Zasługi (2013) oraz w tym samym roku Srebrnym Medalem „Zasłużony Kulturze Gloria Artis”.  W 2016 otrzymała Złoty Medal za Długoletnią Służbę. Laureatka Nagrody Ministra Kultury i Dziedzictwa Narodowego za całokształt dorobku (2019).